# Concerto pour contrebasse
Un concerto pour contrebasse est une composition musicale pour contrebasse solo avec accompagnement d'orchestre, d'ordinaire écrite en trois mouvements (voir concerto). Nombre des premiers concertos pour contrebasse ont été écrits à la fin de la période classique par Domenico Dragonetti et Johannes Matthias Sperger. Plusieurs concertos ont aussi été écrits par Jean-Baptiste Vanhal, Carl Ditters von Dittersdorf et Joseph Haydn bien que ceux de Haydn ne nous sont pas parvenus. Giovanni Bottesini a apporté d'énormes contributions au répertoire de la contrebasse solo et parmi ses nombreuses œuvres figurent deux concertos virtuoses pour contrebasse et orchestre. Au XXe siècle, de nombreux compositeurs ont créé des pièces pour l'instrument, dont Serge Koussevitsky, Eduard Tubin, Hans Werner Henze et John Harbison. 
La contrebasse n'est pas un choix populaire pour un instrument solo, principalement en raison des difficultés d'équilibre entre le soliste et l'orchestre de sorte que le premier ne soit pas éclipsée. Le registre grave de la contrebasse est difficile à projeter. Pour aider à résoudre ce problème, de nombreux compositeurs (surtout Bottesini) ont écrit des pièces en solo dans le registre aigu de l'instrument. Peu de grands compositeurs des époques classiques et romantiques étaient disposés à écrire des concertos pour contrebasse comme il y avait peu d'instrumentistes capables d'assumer les exigences du jeu de soliste. C'est seulement grâce aux efforts de virtuoses comme Dragonetti, Bottesini, Koussevitzky et Karr que la contrebasse a commencé à être reconnue comme un instrument solo. Au début du XXe siècle, la norme technique de la contrebasse s'améliore de façon significative, ce qui en fait un choix plus populaire pour les compositeurs.

## Liste (partielle) de compositions pour contrebasse et accompagnement
- Arda Ardaşes Agoşyan
  - Concerto pour contrebasse et chœur a cappella (Roméo et Juliette)
- Kalevi Aho
  - 2005 : Concerto pour contrebasse
- Mauricio Annunziata
  - 2015: Concerto no 1 pour contrebasse et orchestre Argentino, op. 123
  - 2015: Concerto no 2 pour contrebasse et orchestre Afroargentino, op. 125
  - 2016: Concerto no 3 pour contrebasse et orchestre Porteño, op. 129
- Giovanni Bottesini
  - Gran Concerto en fa dièse mineur
  - Concerto no 2 en si mineur
  - Concerto no 3  en la majeur (concerto di bravura)
- Antonio Capuzzi
  - Concerto en ré (fa) majeur
- Carl Ditters von Dittersdorf
  - Concerto en mi bémol majeur
  - Concerto no 2 en mi majeur
- Domenico Dragonetti
  - Concerto en sol majeur, D290
  - Concerto en ré majeur
  - Concerto en la majeur no 3
  - Concerto en la majeur no 5
  - Concerto en la majeur (Nanny)
- Hans Werner Henze
  - 1966 : Concerto pour contrebasse
- Franz Anton Hoffmeister
  - Concerto no 1 en ré majeur
  - Concerto no 2 en ré majeur
  - Concerto no 3 en ré majeur
- Jiří Hudec
  - 1981 : Burleska pour contrebasse et orchestre
- Gordon Jacob
  - 1972 : Concerto pour contrebasse
- Serge Koussevitsky
  - 1902 : Concerto en fa dièse mineur, op. 3
- Virgilio Mortari
  - Concerto per Franco Petracchi
- Édouard Nanny
  - Concerto en mi mineur
- Edward Kravchuk
  - 2014 : Concerto pour contrebasse, batterie, piano et cordes
- Einojuhani Rautavaara
  - 1980 : Angel of Dusk, concerto pour contrebasse et orchestre
- Anthony Ritchie
  - 2006 : Whalesong
- Nino Rota
  - 1968-1973 : Divertimento Concertante pour contrebasse et orchestre
- Johannes Matthias Sperger
  - Concerto en ré majeur, no 15
- Eduard Tubin
  - 1948 : Concerto pour contrebasse
- Jean-Baptiste Vanhal
  - Concerto en mi bémol majeur
- Aldemaro Romero
  - Concierto risueño
- Serge Lancen
  - Concerto pour contrebasse et cordes
- Fernand Fontaine
  - Concerto As dur
- Rolf Martinsson
  - Concerto pour contrebasse
- Stefan Boleslaw Poradowski
  - Concerto pour contrebasse
- Fredrik Högberg
  - Hitting the First Base Concerto pour contrebasse et cordes
- Pere Valls i Duran
  - Gran Concert Obligat
- Thomas Goss
  - Concerto pour contrebasse en mi mineur
- Wenzel Pichl
  - Concerto en ré majeur